# Rue de l'Abbé-Gillet
La rue de l'Abbé-Gillet est une rue du 16e arrondissement de Paris.

## Situation et accès
La rue de l'Abbé-Gillet est une voie publique située dans le 16e arrondissement de Paris. Elle commence 7, rue Lyautey et se termine 10, rue Jean-Bologne.
Elle est desservie par la ligne 6 du métro à la station Passy.

## Origine du nom
Elle tient son nom de l'abbé Charles Gillet (1878-1938), vice-président des anciens combattants du 16e arrondissement.

## Historique
Par un arrêté du 7 mai 1938, un tronçon de la rue Lyautey (ouverte en 1932) prend la dénomination de « rue de l'Abbé-Gillet ».
Au croisement avec l'avenue Alphonse-XIII et la rue Jean-Bologne se trouve la place Claude-Goasguen.
Une photographie de 1960 montrant l'intersection de la rue de l'Abbé-Gillet avec la rue Jean-Bologne est reproduite dans le Dictionnaire historique des rues de Paris de Jacques Hillairet.